# Jamie Hayter
Paige Wooding, meglio conosciuta con il ring name Jamie Hayter (Southampton, 23 aprile 1995), è una wrestler britannica sotto contratto con la All Elite Wrestling.

## Carriera

### Circuito indipendente (2015-2021)
Debuttò il 2 maggio 2015, perdendo contro Jinny Couture. Alla fine di giugno, lottò per la Revolution Pro Wrestling nell'evento RevPro Contenders 11 sconfiggendo Zoe Lucas.
Nel 2017, lottò per la Pro Wrestling Chaos, in un torneo per incoronare la prima Maiden of Chaos Champion. Dopo aver sconfitto Dahlia Black nei quarti di finale fu eliminata in finale contro Martina.
Il 3 giugno 2018, riuscì a battere Jinny vincendo il RevPro British Women's Championship. Dopo aver difeso con successo il titolo contro Zoe Lucas, Bobbi Tyler e Kimber Lee, lo perse il 2 dicembre contro Lucas. Rivinse il titolo il 7 febbraio 2021, sconfiggendo Gisele Shaw. La federazione rese vacante il titolo il 27 giugno 2021, quando Hayter accettò un'offerta dalla WWE per un tryout lo stesso giorno in cui era previsto un loro show.
Il 4 ottobre 2018 riuscì a battere Ayesha Raymond e vinse il WWW Women's Championship.
Nel novembre 2018, vinse lo "She-1", torneo annuale organizzato dalla Pro Wrestling Eve. Hayter batté in finale Toni Storm e Kris Wolf in un three-way match.

### World Wonder Ring Stardom (2018–2020)
Il 18 agosto 2018, debuttò per la giapponese World Wonder Ring Stardom, dove prese parte al 5STAR Grand Prix 2018. Non riuscì a vincere il torneo, terminando a quota quattro punti. All'inizio del 2019, si è unì alla Oedo Tai, stable gestita da Kagetsu.
Il 19 gennaio 2020, Hayter e Bea Priestley furono il primo tag team straniero a vincere il Goddess of Stardom Championship e sette giorni dopo Hayter conquistò il suo primo titolo mondiale, sconfiggendo Utami Hayashishita per l'SWA Undisputed Women's World Championship. Tuttavia, il 17 settembre, il titolo fu reso vacante a causa dell'impossibilità della campionessa di recarsi in Giappone derivante dalle restrizioni per la pandemia di COVID-19.

### WWE (2019)
Il 15 maggio 2019 lottò un match in WWE perdendo in uno squash match a NXT UK contro Piper Niven.

### All Elite Wrestling (2019-presente)
Nella puntata del 23 ottobre 2019 di Dynamite, debuttò nella All Elite Wrestling, perdendo contro Britt Baker.. Ottenne la sua prima vittoria il 6 novembre in coppia con Emi Sakura contro Riho e Shanna.
Tornò in AEW il 13 agosto 2021 nel primo episodio di Rampage, aiutando Britt Baker in una rissa post-match contro Red Velvet e Kris Statlander. Poco dopo, fu annunciata la sua firma con la compagnia. Da quel momento si affiancò a Baker e alla sua assistente Rebel. Il 3 novembre a Dynamite prese parte al TBS Championship Tournament dove sconfisse Anna Jay al primo turno, per poi perdere contro Thunder Rosa nei quarti di finale.
Nel 2022, partecipò all'Owen Hart Foundation Tournament, dove batté Skye Blue per qualificarsi, ma la sua corsa si interruppe ai quarti di finale contro Toni Storm.
A Battle of the Belts III, sfidò senza successo Thunder Rosa in un match che vedeva in palio l'AEW Women's World Championship, dove rimediò un infortunio al naso. A All Out, Hayter, Baker, Hikaru Shida e Toni Storm lottarono in un fatal four-way match con in palio il titolo mondiale ad interim, ma fu Storm a trionfare. Si prese la sua rivincita a Full Gear, dove batté Storm per il titolo. Nell'episodio successivo di Dynamite, Thunder Rosa rinunciò al titolo a causa del protrarsi del suo infortunio, rendendo Hayter la campionessa ufficiale.

## Vita privata
Nel corso di un'intervista rilasciata nel 2018 a Women's Health, rivelò di soffrire di Disturbo da deficit di attenzione/iperattività e che il wrestling l'ha aiutata molto nel gestirlo.

## Personaggio

### Mosse finali
- Curb Stomp (Running jumping stomp alla testa di un avversario in ginocchio)[35]
- Falcon arrow Backbreaker[35]
- Running knee[35]

## Titoli e riconoscimenti
- All Elite Wrestling
  - AEW Women's World Championship (1)[36]
- Big League Wrestling
  - BLW Women's Championship (1)[37]
- Pro-Wrestling: EVE
  - Pro Wrestling: EVE International Championship (1)[38]
- Pro Wrestling Illustrated
  - 47ª tra le 100 migliori wrestler femminili nella PWI Women's 100 (2020)[39]
  - 29ª tra i migliori 50 tag team nella PWI Tag Team 50 (2020) - con Bea Priestley[40]
- Revolution Pro Wrestling
  - RevPro British Women's Championship (2)[41]
- Sports Illustrated
  - 6ª tra le 10 migliori wrestler femminili del 2022[42]
- World War Wrestling
  - WWW Women's Championship (1)[43]
- World Wonder Ring Stardom
  - Goddesses of Stardom Championship (1) – con Bea Priestley[44]
  - SWA World Championship (1)[45]
  - 5★Star GP Award (1)
    - 5★Star GP Fighting Spirit Award (2019)[46]